# Girls with guns
Girls with guns (англ. дівчата зі зброєю) — піджанр бойовиків та анімації, часто азійських фільмів та аніме, які зображують сильну героїню, яка використовує вогнепальну зброю для захисту від атак, групи антагоністів тощо. Інколи жанр охоплює пістолет, трюки, бойові мистецтва.
Жанр таких фільмів може бути різним: військовий чи урбаністичний бойовик, поліцейських фільм, кримінальний трилер, фільм про бойові мистецтва, фільм про помсту тощо. Найбільше поширення отримав в Азії. Нерідко сусідить з такими піджанрами експлуатаційного кіно, як Women in Prison (коли мова йде про масову втечу з жіночої в'язниці) і girl gang movies (фільми про жіночі злочинні угруповання).

## Історія

Солт.

Жанр зародився наприкінці 1950-х, початку 1960-х в Азії. У 1966 гонконзька акторка Ченг Пей-пей знялася у фільмі Приходьте випити зі мною.
На початку 1980-х дві нові акторки стали підійматися у світі гонконзького кіно: Мішель Йео і майстриня бойових мистецтв Синтія Ротрок. Вони знімалися у х/ф Так, мадам, який досяг комерційного успіху. У середині 1980-х випущені фільми з бойовими мистецтвами та бойовики з Японії та Гонконгу з ознаками Girls with guns у провідних чи другорядних ролях, які брали участь у проєктах з меншим рівнем насильства. Деякі відомі акторки цього періоду часу: Джейд Леунг, Юкарі Осіма, Синтія і Джонс Хан Годензі.
У Європі активним прихильником «дівчат зі зброєю» був французький режисер Люк Бессон, здобувши славу з двома популярними фільмами тих років: Нікіта (1990) і Леон (1994).
«Дівчата зі зброєю» продовжують процвітати у 21 столітті, з такими фільмами як Лара Крофт: Розкрадачка гробниць, Солт, Оселя зла, франшиза Інший світ тощо.
«Дівчатами зі зброєю» пронизаний також аніме-простір: Bubblegum Crisis, Gall Force, Dirty Pair, Gunsmith Cats, Angel Heart, Gunslinger Girl, Noir, Madlax, El Cazador, Ghost in the Shell, Kite, Mezzo Forte, Mezzo DSA, Kite: Liberator.

## Режисери
- Енді Сідаріс
- Тед Мікелс
- Жан Роллен